# Федорівка (Бориспільський район)
Фе́дорівка —  село в Україні, в Бориспільському районі Київської області. Входить до складу Яготинської міської громади. Населення становить 90 осіб.

## Населення

### Мова
Розподіл населення за рідною мовою за даними перепису 2001 року:
| Мова       | Кількість | Відсоток |
| ---------- | --------- | -------- |
| українська | 89        | 98.89%   |
| російська  | 1         | 1.11%    |
| Усього     | 90        | 100%     |

| Україна | Це незавершена стаття з географії України. Ви можете допомогти проєкту, виправивши або дописавши її. |

1. ↑  Рідні мови в об'єднаних територіальних громадах України — Український центр суспільних даних